# Championnats de France d'athlétisme en salle 1976
Navigation
Édition précédente Édition suivante
Les Championnats de France d'athlétisme en salle 1976 ont eu lieu les 7 et 8 février 1976 au Parc des expositions de la Motte Minsard d'Orléans. 

## Palmarès
| Discipline       | Hommes              | Hommes       | Femmes                   | Femmes       |
| ---------------- | ------------------- | ------------ | ------------------------ | ------------ |
| 60 m             | Bernard Petitbois   | 6 s 80       | Sylviane Telliez         | 7 s 34       |
| 400 m            | Christian Jakiel    | 48 s 35      | Patricia Darbonville     | 54 s 67      |
| 800 m            | Francis Gonzalez    | 1 min 50 s 3 | Madeleine Thomas         | 2 min 10 s 6 |
| 1 500 m          | Jean-Louis Benoit   | 3 min 47 s 9 | Colette Besson           | 4 min 30 s 6 |
| 3 000 m          | Jean-Luc Cherrier   | 8 min 11 s 0 | -                        | -            |
| 60 m haies       | Jean-Pierre Corval  | 7 s 91       | Nadine Prevost           | 8 s 50       |
| Saut en hauteur  | Philippe Darras     | 2,16 m       | Marie-Christine Debourse | 1,78 m       |
| Saut à la perche | Jean-Michel Bellot  | 5,10 m       | -                        | -            |
| Saut en longueur | Jacques Rousseau    | 7,65 m       | Jacqueline Curtet        | 6,22 m       |
| Triple saut      | Christian Valétudié | 16,19 m      | -                        | -            |
| Lancer du poids  | Yves Brouzet        | 18,87 m      | Léone Bertimon           | 16,17 m      |